# Testament (film 1983)
Testament è un film del 1983 diretto da Lynne Littman.
È una pellicola fantascientifica postapocalittica.

## Trama
Un giorno come gli altri nella città di Hamlin, finché una luce accecante segna l'inizio dell'olocausto nucleare. La famiglia Wetherly è composta dai genitori e da tre figli: il padre non tornerà mai più dal lavoro. Quel che non ha fatto l'esplosione lo compiono le radiazioni. Le persone muoiono a causa di esse; degli Wetherly resteranno la madre e un figlio ad attendere la fine, con coraggio e dignità.

## Critica
(M. Anselmi, L'Unità, 10 marzo 1984, p. 12)